# 胡邦奇
胡邦奇（1535年—？），字君才，號星嶽，浙江紹興府山陰縣人，民籍，明朝政治人物。

## 生平
浙江鄉試第七十九名舉人。嘉靖四十四年（1565年）中式乙丑科三甲第二十名進士。吏部观政，本年六月授承天府推官，隆慶二年（1568年）八月升吏部主事，四年三月升员外，五年六月升郎中，六年二月升湖广右参政，万历三年（1575年）六月升按察使，五年正月考察致仕。

## 家族
曾祖胡皎；祖父胡汝脩；父胡化，散官封推官；母沈氏，封孺人。兄邦彦、弟邦用（庠生）、邦宰、邦才、邦治。